# Грачово (Нижньогородська область)
Грачово (рос. Грачево) — присілок в Ковернинському районі Нижньогородської області Російської Федерації.
Населення становить 13 осіб. Входить до складу муніципального утворення Хохломська сільрада.

## Історія
Від 2009 року входить до складу муніципального утворення Хохломська сільрада.

## Населення
1. Н/Д[2]